# Kanton Autun-Sud
Kanton Autun-Sud (francouzsky Canton d'Autun-Sud) je francouzský kanton v departementu Saône-et-Loire v regionu Burgundsko. Tvoří ho čtyři obce.

## Obce kantonu
- Antully
- Autun (jižní část)
- Auxy
- Curgy